# 鄂嫩陨击坑

鄂嫩陨击坑（Onon）是火星阿蒙蒂斯区的一座撞击坑，其中心坐标位于北纬16.3度、西经257.6度处，直径3.5公里。该特征取名自蒙古肯特省鄂嫩镇，1988年被国际天文联合会行星系统命名工作组批准接受。
撞击坑通常有一圈覆盖着喷射物的边缘，相比之下，火山坑则一般没有边缘或喷射沉积物。较大的陨石坑（直径大于10公里或6.2英里）里面常会有一座中央峰，这种中央峰是因撞击后坑底反弹所形成。有时撞击坑会裸露出被掩埋的地层，地下深处的岩石也会被抛到地表。因此，撞击坑可向我们展示地表深处的构成。

## 另请查看
- 撞击坑
- 撞击事件
- 倒转地形
- 火星撞击坑
- 火星矿石资源
- 行星体系命名法